# Продуктова имитация
Продуктовата имитация (разговорно „менте“, англ. counterfeits) включва организиране на производство и пласмент на евтини и некачествени имитации на стоки и услуги. Обикновено се произвеждат с намерение имитаторът да се възползва от преимуществото на известността или по-доброто качество на имитираната търговска марка, като произвежда и предлага на пазара наподобяващ продукт с много по-нискокачествени характеристики. Освен долнокачествена имитация на оригинален продукт ментетата често пъти са и опасна за потребление стока.